# Gare de Kinosaki-Onsen
La gare de Kinosaki-Onsen (城崎温泉駅, Kinosaki-Onsen-eki) est une gare ferroviaire de la ville de Toyooka, dans la préfecture de Hyōgo au Japon. La gare est gérée par la JR West.

## Situation ferroviaire
La gare de Kinosaki-Onsen est située au point kilométrique (PK) 158,0 de la ligne principale San'in.

## Histoire
La gare de Kinosaki-Onsen est inaugurée le 5 septembre 1909 sous le nom de gare de Kinosaki. Elle reçoit son nom actuel en 2005.

## Service des voyageurs

### Accès et accueil
La gare dispose d'un bâtiment voyageurs, avec guichet, ouvert tous les jours.

### Desserte
- Ligne principale San'in :
  - voie 1 : direction Toyooka et Fukuchiyama (trains omnibus)
  - voie 2 : direction Tottori ou Fukuchiyama (trains omnibus)
  - voie 3 : direction Fukuchiyama, Kyoto et Osaka (trains express)
  - voie 4 : direction Tottori ou Kyoto et Osaka (trains express)

## Dans les environs
- Kinosaki